# Большой Шишеняк
Большой Шишеняк (в верховье Алатауайры) — река в России, протекает по Башкортостану. Устье реки находится в 154 км по левому берегу реки Зилим у села Кулгунино (Ишимбайский район). У реки находится гора Сакайтау, у устья завершаются отроги хребта Алатау.
Длина реки составляет 51 км, площадь водосборного бассейна 378 км².

## Притоки
Упомянутые в МПР России:
- В 36 км от устья по правому берегу реки впадает река Калуайры с притоком Уртаайры.
- В 3 км от устья по левому берегу реки впадает река Саралы

Все притоки, несущие имя:
- Аседуй
- Казнавар
- Кайрат
- Калуайры
- Куру-Кушъелга
- Курянь
- Кушъелга
- Кызылъяр
- Сайелга
- Санны
- Саралы
- Сартагаз
- Тукмак
- Убаларъелга
- Улыелга
- Шуланы

## Использование
По водности и разработанности русла Большой Шишеняк используется для спортивного сплава от с. Кулгунино на лёгких судах (катамаранах и надувных лодках).
Система водного объекта: Зилим → Белая → Кама → Волга → Каспийское море.
Населённые пункты
- Кулгунино
- Алатау-Айры или Алатауайры — упразднённый населённый пункт

## Данные водного реестра
По данным государственного водного реестра России относится к Камскому бассейновому округу, водохозяйственный участок реки — Белая от города Стерлитамак до водомерного поста у села Охлебино, без реки Сим, речной подбассейн реки — Белая. Речной бассейн реки — Кама.
Код объекта в государственном водном реестре — 10010200712111100018777.

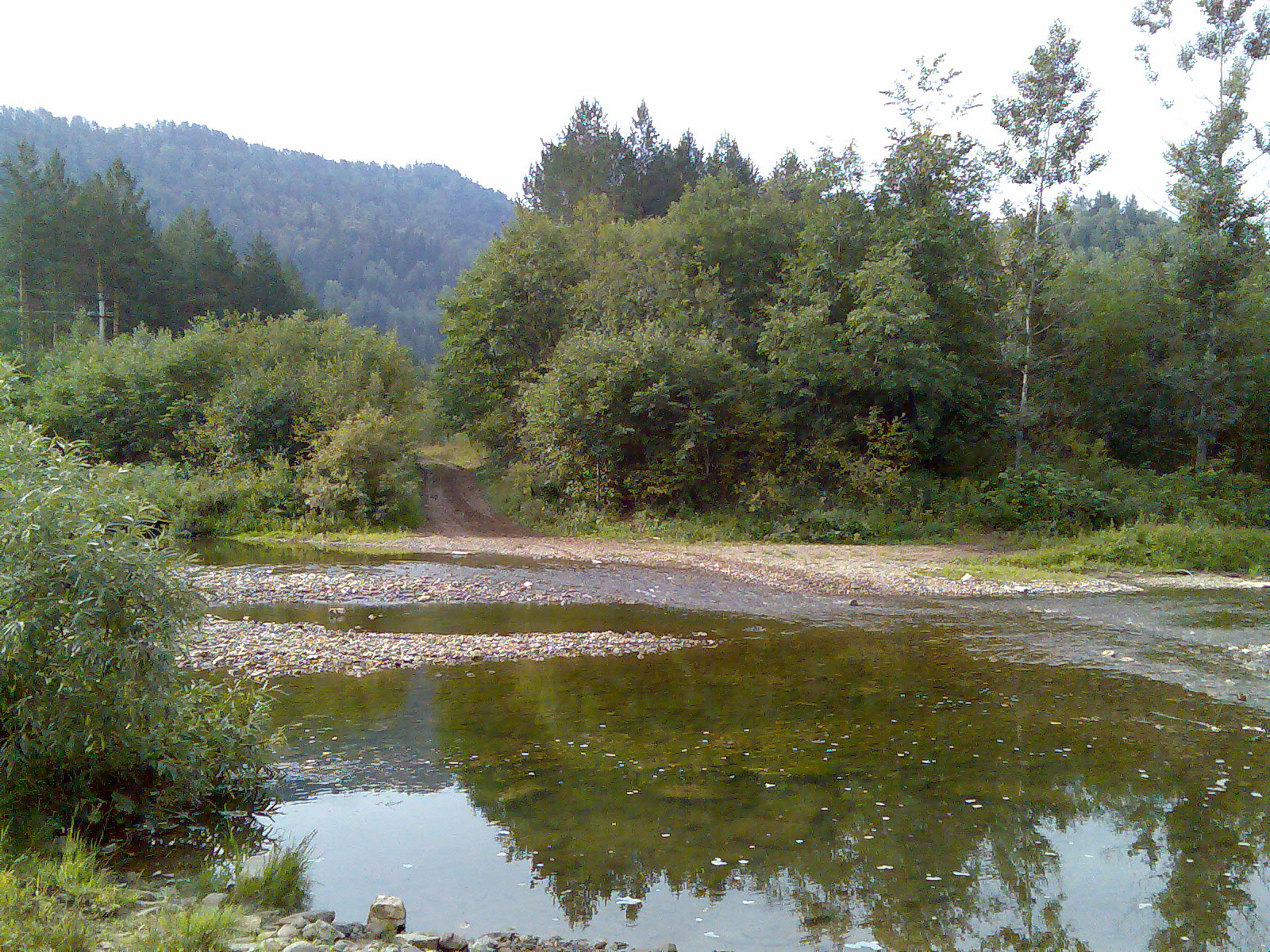
Брод через Большой Шишеняк возле деревни Бакеево (Белорецкий район)